# Serranópolis do Iguaçu
Serranópolis do Iguaçu is een gemeente in de Braziliaanse deelstaat Paraná. De gemeente telt 4.362 inwoners (schatting 2009).

## Aangrenzende gemeenten
De gemeente grenst aan Capanema, Matelândia, Medianeira en São Miguel do Iguaçu.

### Landsgrens
En met als landsgrens aan de gemeente Comandante Andresito in het departement General Manuel Belgrano in de provincie Misiones met het buurland Argentinië.